# Memorial Stadium (Seattle)
Pour les articles homonymes, voir Memorial Stadium.
Le Memorial Stadium, également connu sous le nom de Seattle High School Memorial Stadium, est un stade omnisports américain situé à Seattle, dans l'État de Washington.
Le stade, situé au nord-est du Seattle Center et doté de 12 000 places, sert d'enceinte à domicile à l'équipe d'ultimate des Seattle Cascades, et a servi pendant de nombreuses années pour différents clubs professionnels de soccer de la ville.
Le stade sert également pour les écoles publiques de la ville de Seattle.

## Histoire
Les plans du stade ont été dessinés par l'architecte de Seattle George W. Stoddard (également connu pour ses travaux sur le Green Lake Aqua Theater ou encore sur les tribunes sud du Husky Stadium). Le stade est inauguré le 26 septembre 1947 avec un match de football américain entre deux lycées de la ville.
Le stade a accueilli une grande partie des cérémonies d'ouverture de l'Exposition universelle de 1962 tenue à Seattle.
En 1967, il est devenu le premier stade de lycée du pays à se doter d'un gazon artificiel,.
La capacité d'accueil du stade est étendue à 17 000 places durant la saison 1974-75, saison durant laquelle le club de NASL des Seattle Sounders utilisent le stade pour leurs matchs à domicile (en attendant d'emménager au Kingdome).
En 1992, le tableau d'affichage est remplacé et le terrain est rebaptisé Leon H. Brigham Field, en hommage à l'entraîneur de football américain de longue date du lycée qui a poussé à la construction du Memorial Stadium. Le tableau d'affichage est à nouveau remplacé en 2018,.

## Galerie

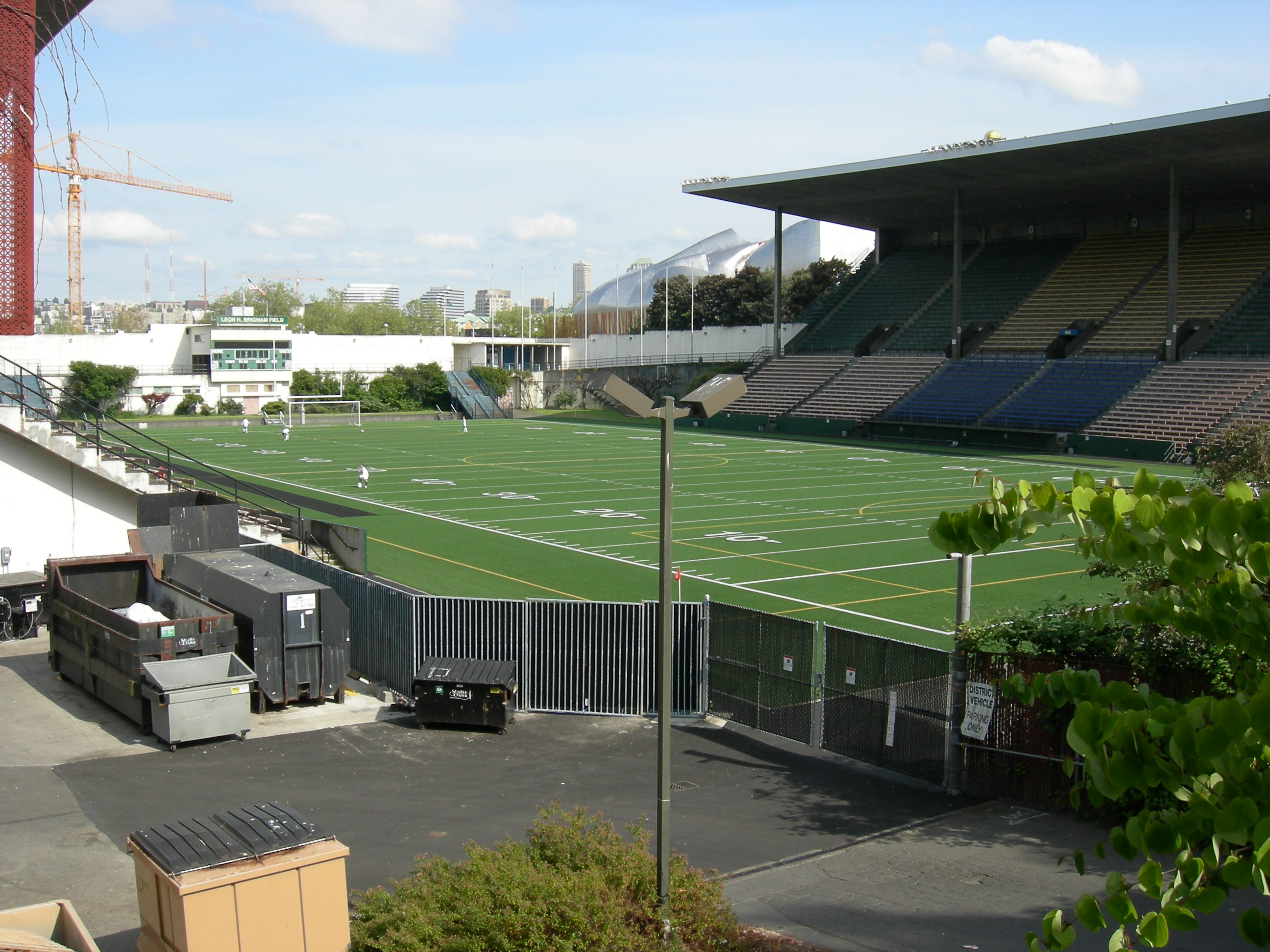
Vue d'ensemble du terrain en mai 2007
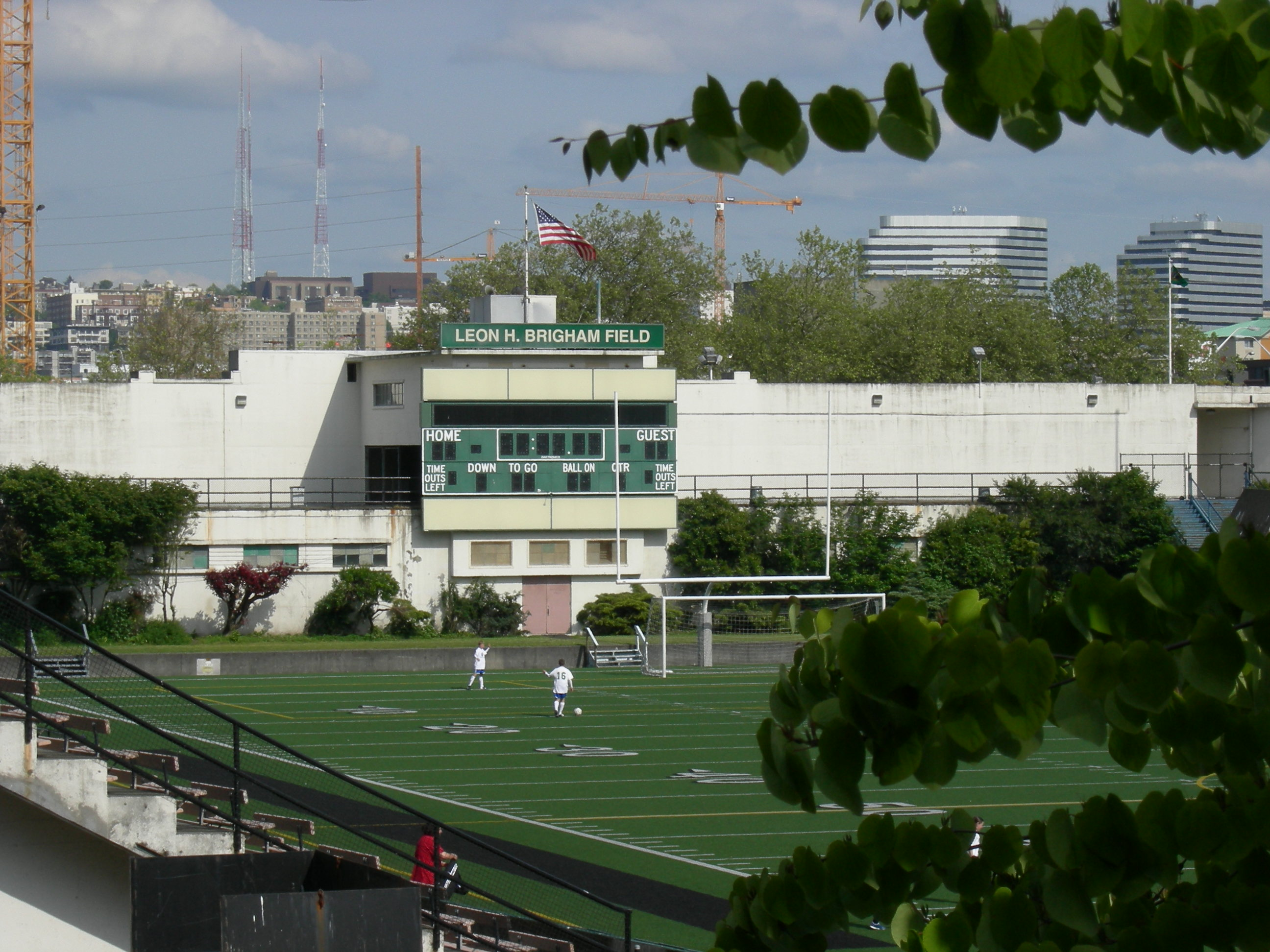
Vue d'une partie du terrain